# Barraques de cala Pallerida
Les Barraques de cala Pallerida són una obra de Palamós (Baix Empordà) inclosa a l'Inventari del Patrimoni Arquitectònic de Catalunya.

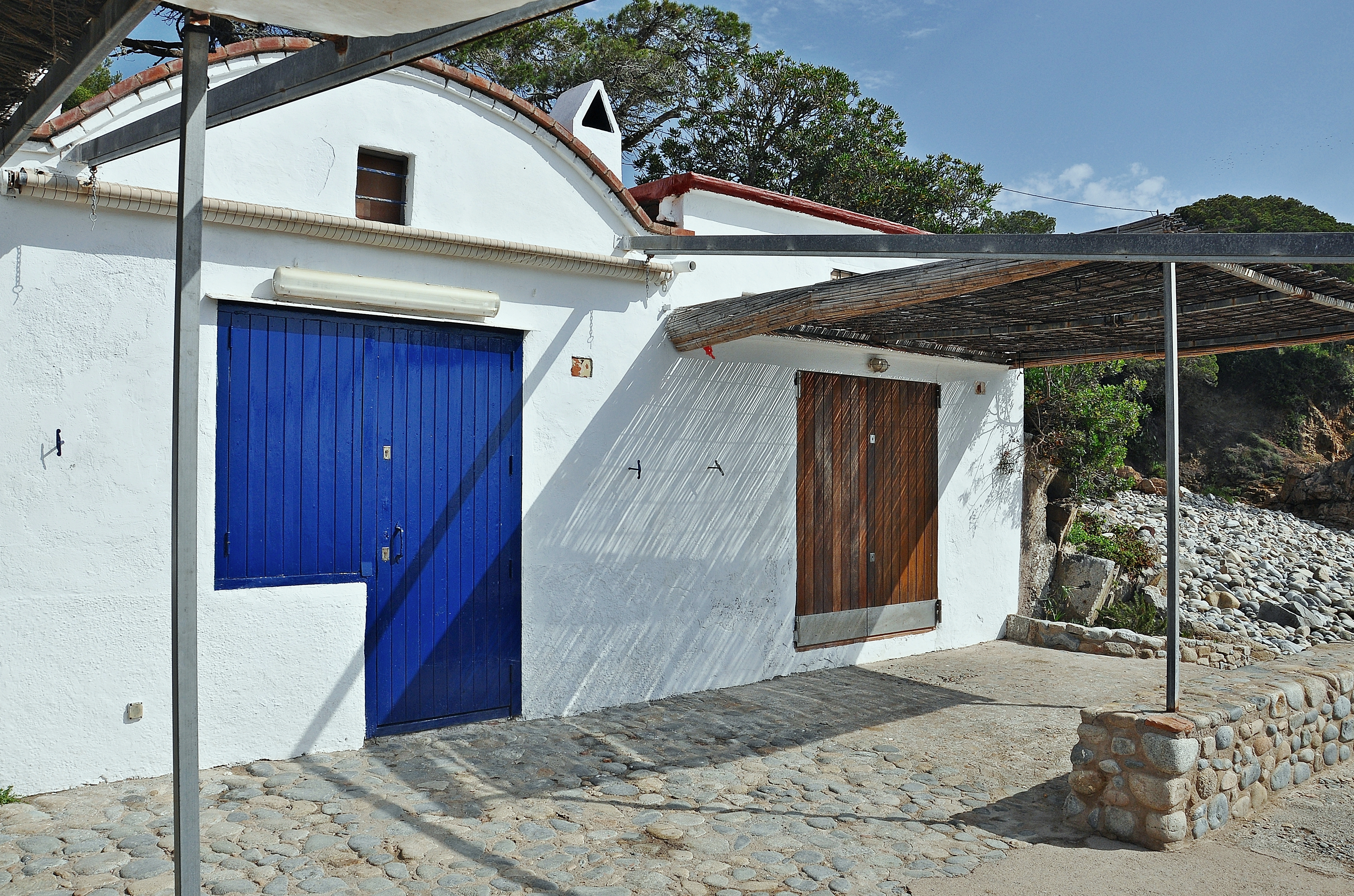
Detall de les barraques

## Descripció
Els quatre estatges s'organitzaren formant mitgera. La façana posterior està encastada al desnivell del terreny. Per la banda de mar cada façana té una gran obertura, la porta o bé la porta i la finestra; i a la part superior, una finestreta per a la il·luminació. Les parets són de pedra i estan emblanquinades. El sistema de coberta és una volta de canó de tres gruixos de rajola. Se’n conserva perfectament l'estructura original, i només se n'han reduït les entrades i se n'han condicionat els interiors per fer-les més confortables. La coberta de la barraca més al nord és plana, refeta després que un temporal la malmetés.

## Història
Les construccions daten de finals del segle xix i la seva utilització inicial era la de guardar la barca i els atuells de pesca, alhora que feien ocasionalment d'habitatge. Els tapers de Palamós les utilitzaven com a lloc d'esbarjo els diumenges per anar a pescar i passar-hi el dia. Actualment estan pendents de legalització pel fet que es troben en la zona marítimo-terrestre.
Aquestes barraques s'anomenen, començant des de migjorn: barraca d'en Gafarot (o Pere Roca), barraca d'en Coloreu, barraca d'en Puig i la barraca d'en Joaquim Fina i Torrent, que és la que presenta coberta plana.